# این نوع آدو است
این نوع آدو است 
(به تلوگویی: Aadanthe Ado Type) فیلمی هندی محصول سال ۲۰۰۳ و به کارگردانی ای.وی.وی. ساتیانارانا است. در این فیلم بازیگرانی همچون آریان راجش، سیواجی، آنیتا حسناندانی ریدی، سیندو منون و بومیکا چاولا ایفای نقش کرده‌اند.